# مطبخ التاميل
مطبخ التاميل: هو أسلوب طهي، منشؤه ولاية تاميل نادو بجنوب الهند، وأجزاء أخرى من جنوب آسيا مثل سريلانكا، وتحظى الأطباق النباتية بشعبية كبيرة بين شعب التاميل، وهي معروفة منذ العصور القديمة، ومع ذلك، فإن اللحوم جنبا إلى جنب مع الأرز والبقوليات والعدس، تحظى بشعبية أيضاً، وتُستخدم منتجات الألبان والتمر الهندي لتوفير النكهات الحامضة، وفي المناسبات الخاصة، يتم تقديم أطباق التاميل التقليدية، بطريقة تقليدية باستخدام أوراق الموز بدلاً من الأواني، ثُم بعد الأكل، تُستخدم أوراق الموز كغذاء ثانوي للماشية، وتتكون وجبة الإفطار النموذجية من إدلى(نوع من كعكة الأرز) أو دوسا مع الصلصة، ويشمل الغداء الأرز، السامبر، اللبن الرائب، الكوزامبو، والراسام.

## وجبات نموذجية
يتم تقديم زابادو وهي وجبة نموذجية، إلى جانب أطباق التاميل الأخرى على ورقة الموز، التي تُضيف نكهة، كما يؤكل البودينغ مثل باياسام أخيرًا، وتُعد القهوة والشاي من المشروبات الأساسية.

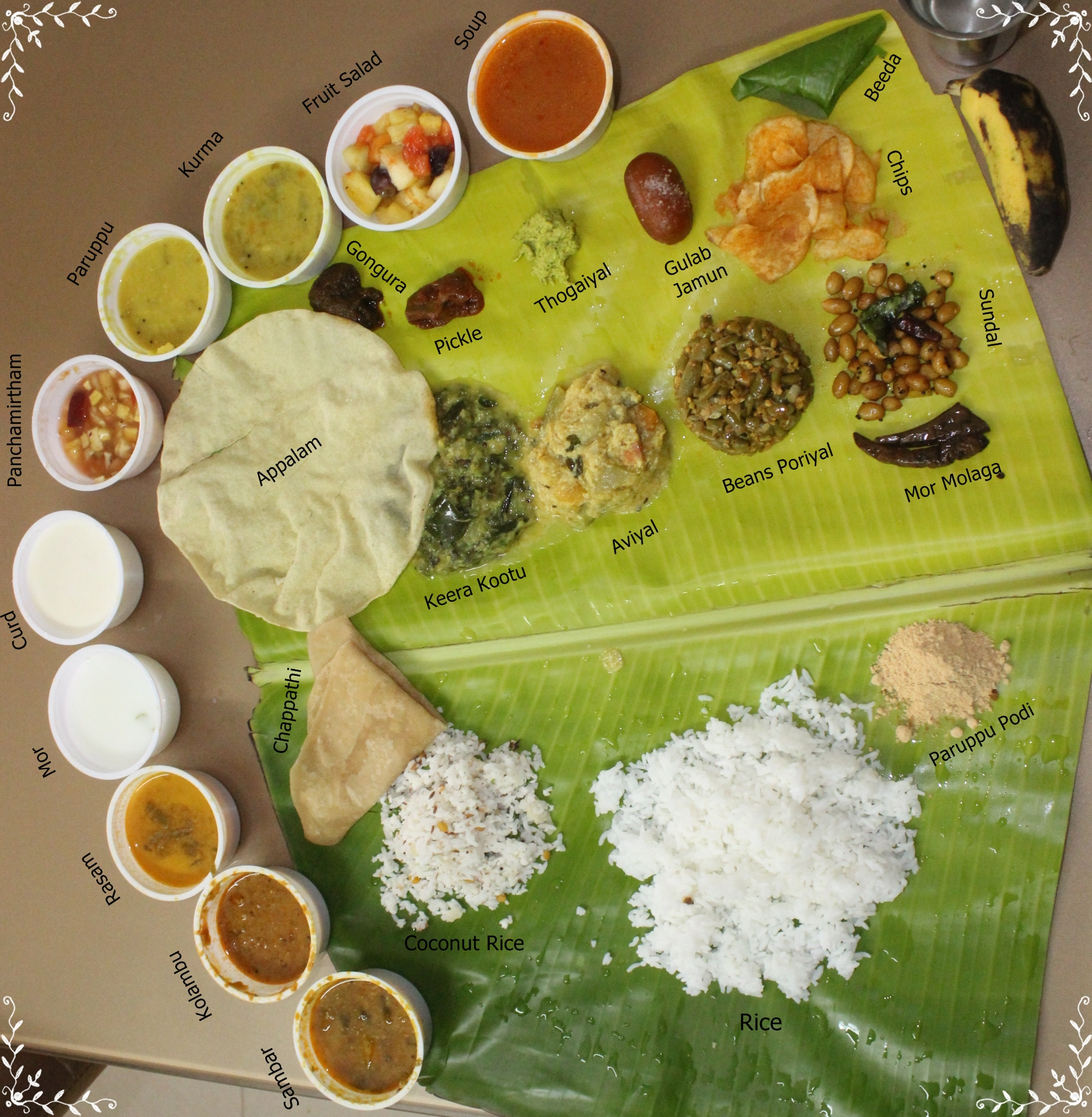
وجبة نباتية في تاميل نادو

تُشير كلمة «فيروندو» إلى العناصر الأساسية لـمطبخ التاميل، التي يتم تقديمها للضيوف في المناسبات الخاصة مثل المهرجانات ومراسم الزواج، كما يتم إضافة الأرز على البخار، أرز بالطماطم، باروبو، سامبر، رسام، بوريال، كوتو، مع الزبدة أو اللبن الرائب لتحضير الباشادي. وتُستخدم الفواكه والخضروات الجافة والطازجة أيضًا، لإعداد الأطباق التقليدية، كما يُقدمون الملح، المخللات،الباياسام وافيال، وبعد الوجبة، يتم استخدام أوراق الموز والتنبول مع جوز الأريكا ومعجون الحجر الجيري لتعزيز عملية الهضم، قبل تناول الأطعمة التقليدية، يُنظف الناس أوراق الموز بالماء، حيثُ تُستخدم كــلوحة مائدة طعام كبيرة، لتقديم الطعام للضيوف وأفراد الأسرة، وعليها يتم وضع المواد الغذائية.

## المطبخ الإقليمي
طورت كل منطقة يعيش فيها التاميل نوعًا مميزًا خاصًا بها من الأطباق الشائعة. تقوم الشُعب الأربعة من التاميلاكام القديمة بإعداد مأكولاتها التاميلية الفريدة.

### تشولا نادو
يتخصص مطبخ منطقة تشولا نادو في العديد من الأطباق مثل سيفاي وأصناف أخرى مرتبطة بمختلف الصلصات مثل تشاتنى. الأطباق الأكثر شيوعًا هي من تشايدامبارام، وتشتهر كومباكونام؛ بقهوتها المصفاة. تعد منطقة ثانجافور واحدة من المنتجين البارزين لأطباق معتمدة على الأرز مثل بوليودهاراي، سمبار سادام، أرز بالخضار، بودي سادام. كما يتم أيضاً إعداد أطباق الدخن مثل كوثاراى فالى دوساى. تشتهر أسماك المياه العذبة من البيئة المحيطة تريشى بطعمها الفريد.

### بانديا نادو
تشتهر منطقة تشيتينادو، والمناطق المجاورة لها مثل كاريكودى، بمطبخها الحار النموذجي، المعروف أيضًا باسم مطبخ تشيتينادو. تُعد أطباق مثل إيديابام، أُوثابام، بانياأرام، وكذلك أطباق اللحوم شائعة في هذه المنطقة. تتمتع منطقة مادوراي بأطباقها الفريدة مثل موتتيباروتا، باروثيبال، كاريدوساي، ياسمين إيدلي، إيرامين كوزهامبو، وهي مكان منشأ حلوى الحليب جيغارثاندا. تُعد الأطباق غير النباتية من تشيتينادو ومادوراى، واحدة من أكثر الأطباق شهرة بين الهنود الجنوبيين، تشتهر منطقة فيرودهانغار بــكوين باروتا، على عكس طريقة التحضير التقليدية، بشكل عام، يُقلى كوين باروتا في الزيت، ويقدم مع مرق لحم الضأن.

### كونغونادو
يتم إعداد أطباق كونغونادو أصلاً في المناطق الريفية، تشتهر أطباق بالي بالايام في كونغونادو. تُعد أطباق أوبوتو وسانداهاي وكولا أورونداي قليلة من بين الأطباق الرئيسية. تعتمد العديد من الأطباق في كونغونادو على جوز الهند والبصل؛ حيث يوجد مخزون وفير من جوز الهند والبصل والجوز. تُعد ثينجاى بال جاغرى، أُولوندو كالي، كاشيام، أريسيمباروبو سادام، كلفاراغو بوتومافو، أريسي بوتومافو، بانيارام، كلفاراغو باكودا، ثينجاي باربي، كادالاي يورونداي، إيلو أوروندي، بوري أورونداي، من بين الاطباق الأخرى التي أعدها شعب التاميل. يستهلكون لحم الضأن، الدجاج، أسماك المياه العذبة، السمان؛ نظراً لكون المنطقة غير ساحلية. أريسيمباروبو سادام طبق فريد من نوعه. من الزيوت الأكثر شيوعًا زيت السمسم وزيت الجوز المطحون. يستخدم زيت جوز الهند للطبخ الرئيسي وكذلك كــبُهار في بعض أطباق كونغونادو الرئيسية.

### تونديماندالام
يتشابه مطبخ هذه المناطق مع مطبخ التيلجو بسبب القرب الجغرافي. يتم إعداد الأطباق النباتية وغير النباتية المتبلة والحارة. تُعد إدلي، دوسا، باجي، كوتو، موروكو، فادا كاري، دجاج 65، من الأطباق الشائعة في هذه المنطقة.

## مصطلحات الطهي التاميلية باللغة الإنجليزية
- - تأتي كلمة (Curry الإنجليزية): من كلمة (kari) التاميلية.[3]
  - تشير عبارة التاميل milagu thanneer(ميلاغو ثانيير): إلى «حساء الفلفل»، حرفيا ماء الفلفل أو موليغاتَونى (mulligatawny).
  - " Congee "(كونغى): مشتق من كلمة kanji التاميلية.[4]

## أطباق

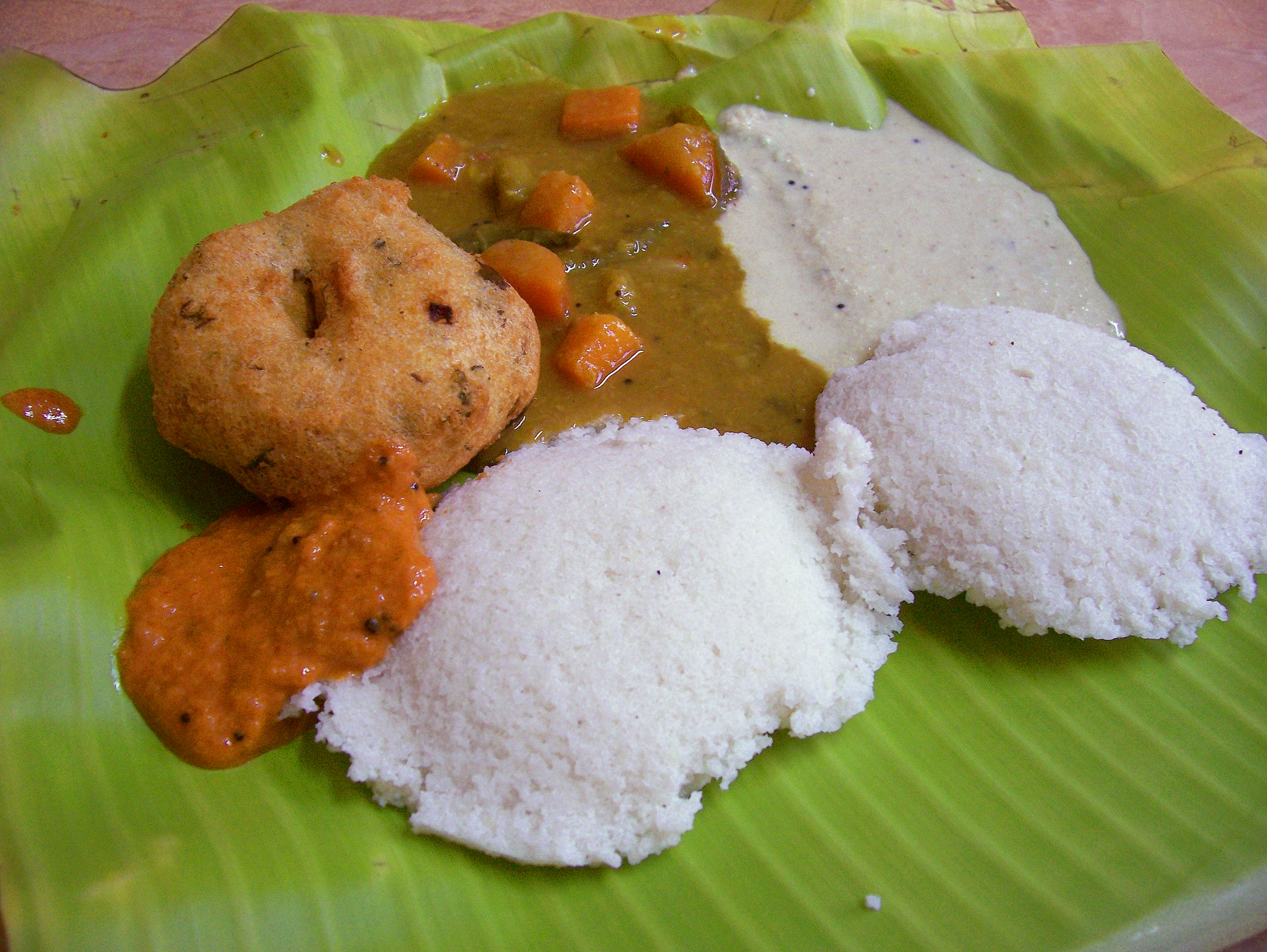
إدلى مع ميدو فادا (أولوندو فاداى)، مع تشانتى الطماطم، وسامبر يقدم على أوراق الموز.

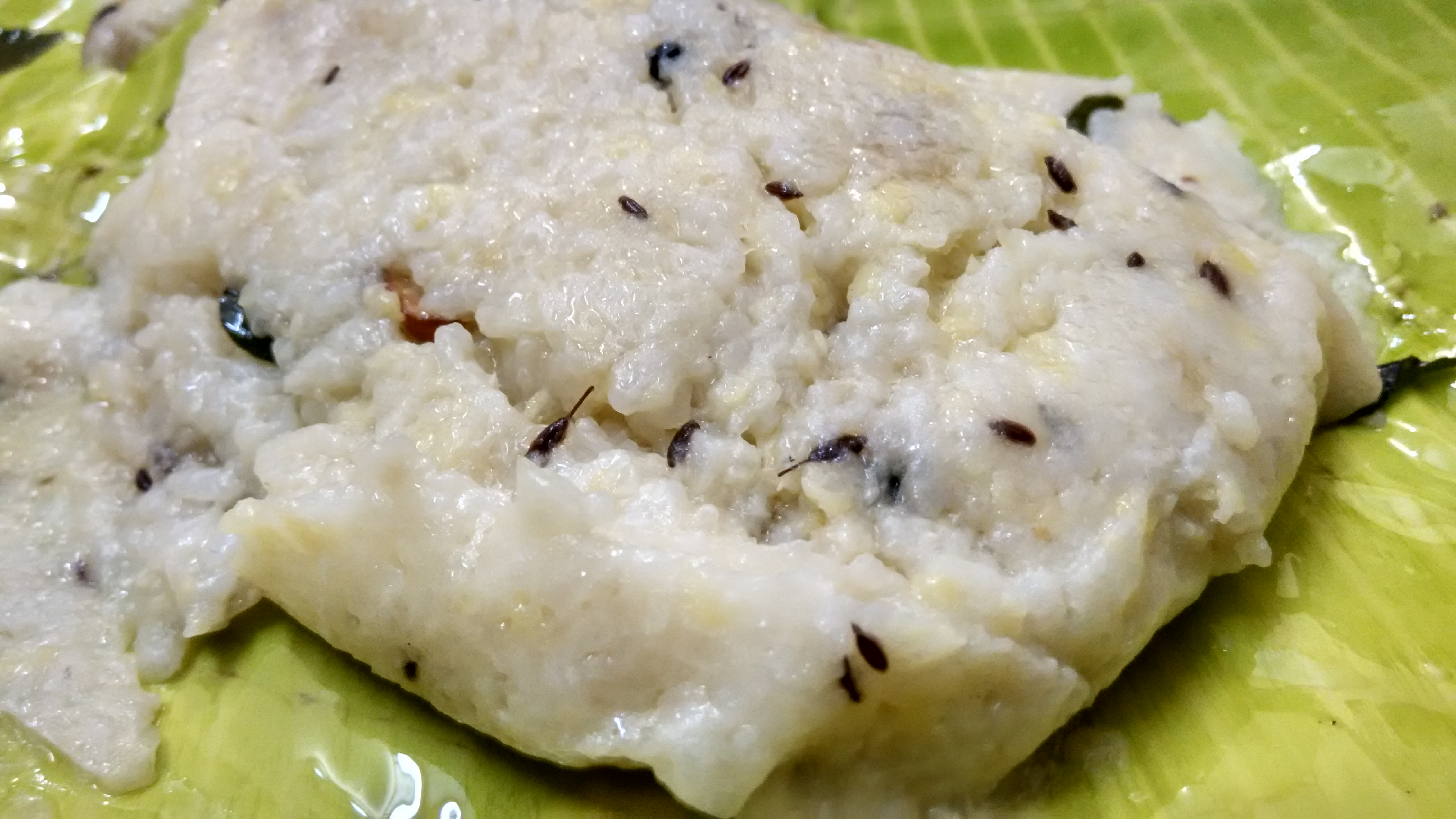
فين بونغال.

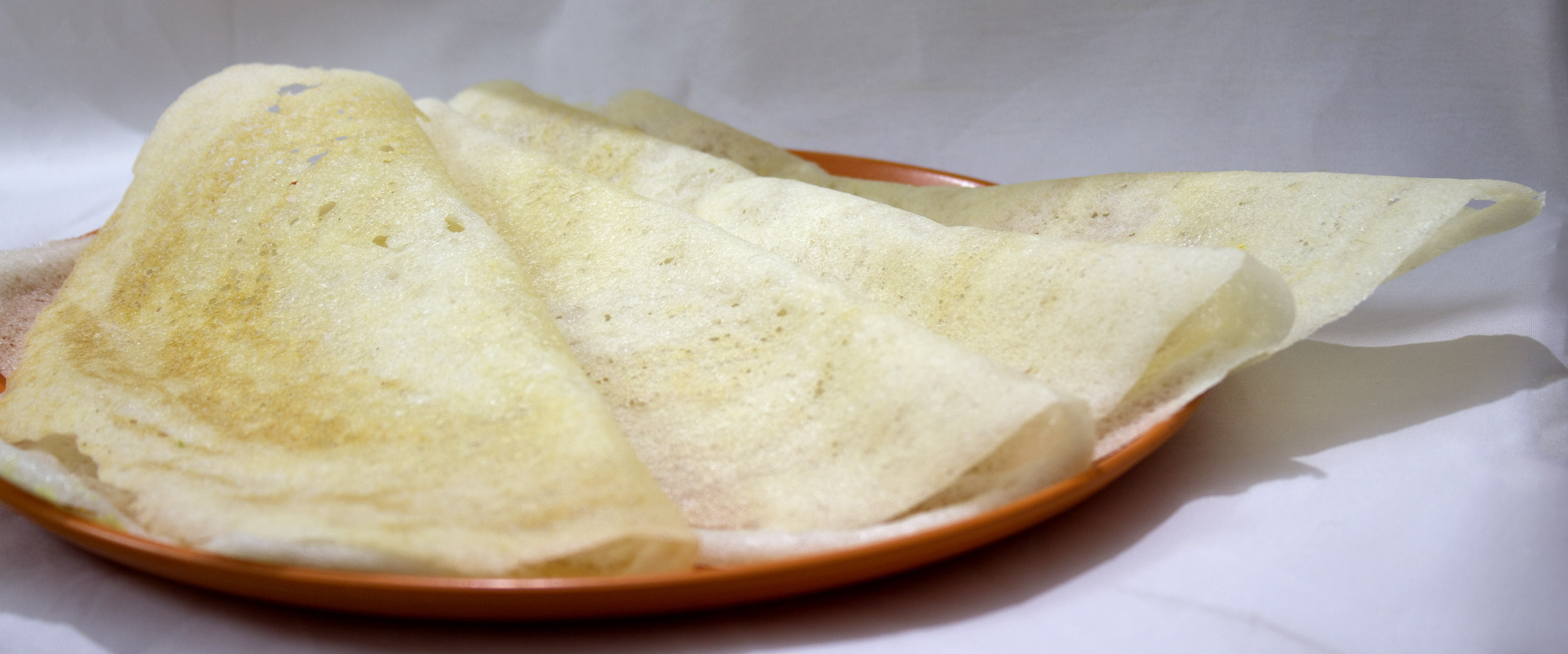
صنع دوساي في المنزل

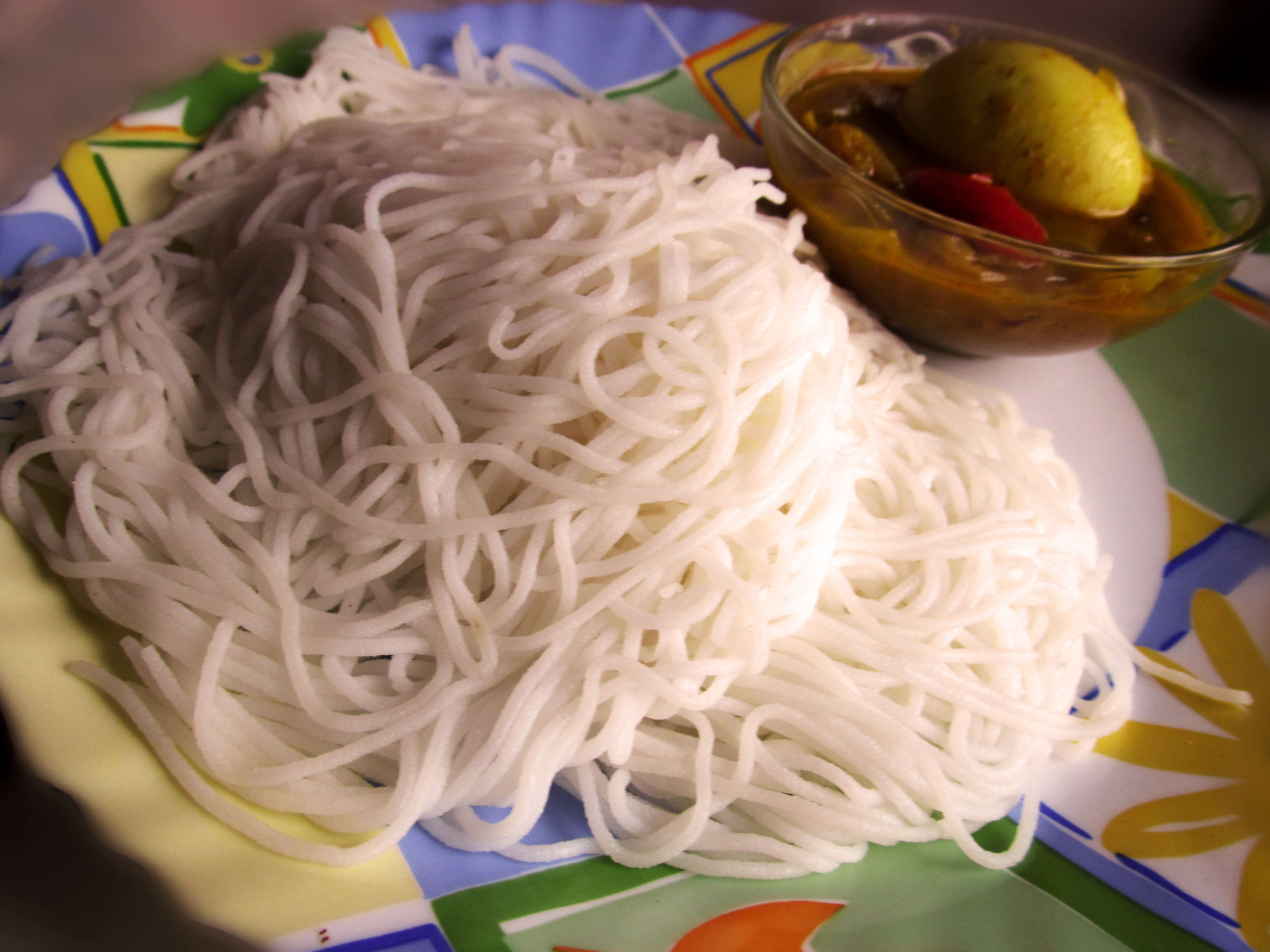
إديأبام.

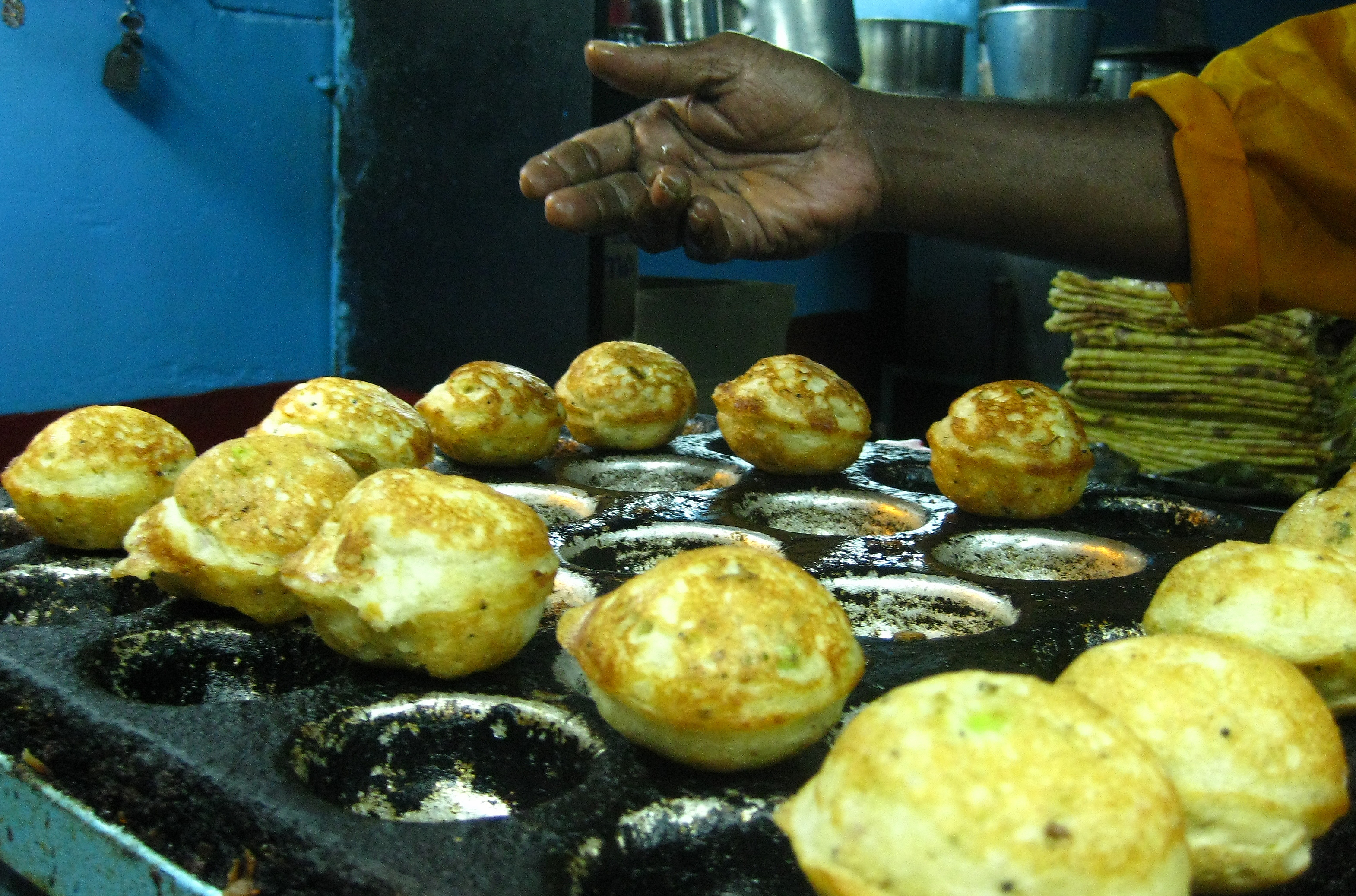
كوجي بانيارام.

الأرز هو الغذاء الأساسي لمعظم شعب التاميل، حيث يؤكل بشكل عام أثناء الغداء وأحيانًا في العشاء. يتم تقديم تشورو جنبًا إلى جنب مع المواد الغذائية الأخرى مثل: سامبر، بوريال، راسام، كوتو، كيراي، واللبن الرائب.

### أطباق الإفطار

#### الأطباق الرئيسية
- - إدلى: عبارة عن كعكة أرز مطبوخة بالبخار من عجين مختمر أو أرز مع العدس الأسود. يتم تقديمه عادة مع أنواع مختلفة من الأطباق التقليدية مثل تشانتى أو سامبر أو فاداكاري.
  - يتم تحضير دوساي من عجينة مخمرة وعدس أسود مع كمية صغيرة من سامبر أو تشانتى. أصناف عديدة مثل سادا دوساى، كال دوساي، موتاي دوساي، نير دوساي، رافا دوساي وباسي باروبو دوساي، متوفرة بشكل بارز في تاميل نادو.
  - يعتمد فاداى على مكونات تُستخدم ويتم تقديمها جنباً إلى جنب مع إدليس.
  - بونغال: هو طبق تقليدي حيث يتم طهي الأرز في ماتكي مع الماء والحليب. كلمة بونغال تترجم مباشرة إلى فعل الغليان فوق الحاوية بسبب النشا.
  - بانيارام هو طبق على شكل زلابية مصنوع من عجينة الدوسا.
  - يتم تحضير أبام من عجين مخمر من خليط الأرز والعدس الأسود. يحتوي أبام بشكل عام على زوايا رفيعة مع قلب ناعم.
  - أوثابام: هو طبق أساسه الدوسا، وسميك قليلاً ورقيق وناعم. يمكن أن يُصنع من عجينة إدلي/ دوسا العادية.
  - بوتو عبارة عن كعكة أسطوانية ذات طبقات، مطبوخة بالبخار مصنوعة من الدقيق أو الأرز.
  - كوزاكاتاي: عبارة عن زلابية على البخار، مصنوعة من دقيق الأرز.
  - سيفاي أو إديأبام: عبارة عن نودلز أرز، عادة في كعك الأرز المطهو على البخار.
  - يتم تحضير أداى بخليط من العدس. يحتوي على الألياف والكالسيوم. يتم استخدامه كوصفة من قبل شعب التاميل.

#### أطباق جانبية
- - سامبر: عبارة عن حساء نباتي قائم على العدس أو حساء الشودر المصنوع من التمر الهندي والمرق والتوابل المطحونة حديثًا.
  - أصناف تشاتنى التي يستهلكها الناس: تشاتنى جوز الهند، تشاتنى البصل، تشاتنى الطماطم، صلصة الكزبرة، الصلصة كارا، تشاتنى الثوم وصلصة البولى.
  - فادا كاري: هو طبق كلاسيكي، مشهور أيضًا بين شعب تشيناي.
  - ثوغايال: عجينة رطبة تحتوي على عدة مكونات.

#### مشروبات
- - كابى (قهوة): هي المشروب الأكثر شعبية، يتم تحضيرها بشكل عام باستخدام حبوب البن المختارة، يُعد تحضير القهوة المصفاة من الطقوس، في بعض الأحيان يتم إضافة الهندباء البرية، لتحسين النكهة، ثم يتم تقديم الحليب الساخن مع السكر وكمية صغيرة من مغلى القهوة، في طقم من فناجين القهوة التقليدية.
  - يُعرف كوزه أيضًا باسم كونغى أو كونغى الأرز.
  - شربات: هو مشروب مصنوع من الفاكهة والزهور.
  - باناكام: مشروب مصنوع من عصير الليمون والجاغري (سكر بني غامق خشن مصنوع في الهند عن طريق تبخير نسغ أشجار النخيل) والزنجبيل المجفف والهيل.
  - نكتو مشروب غازي (أصله من سريلانكا).

### أطباق الغداء والعشاء

#### الأطباق الرئيسية
- الأرز العادي.

##### أصناف الأرز
- ثاكالي سورو: أرز بالطماطم، أرز بـحليب جوز الهند والطماطم.
- سامبر سورو: أرز مطبوخ بالعدس والخضروات وطبقة من عصير التمر الهندي.
- ثينجاي سورو: أرز بـجوز الهند.
- ميلاجو سورو: أرز بالفلفل.
- باروبو سورو: أرز بالعدس.
- كاروفيبيلاى سورو: أرز بأوراق الكاري.
- ثاير سورو: أرز باللبن الرائب.
- نئي سورو: أرز بالسمن.
- أورولاي سورو: أرز بالبطاطس.
- موتايكوس سورو: أرز بالملفوف.
- كودايميلاغاى سورو: أرز الفليفلة.
- كوتان سورو: أرز بالخضار المشكل.
- كوثامالى بودينا سورو: أرز بالكزبرة والنعناع.
- مانجا سورو: أرز بالمانجو.
- ثاتا بايارو اريسى بوروبو سورو: أرز بالعدس والبازلاء.
- فيتريلاى بوندو سورو: أرز بالثوم وأوراق التنبول.
- برينجي سورو.
- إلوميتشاي سورو (أرز بالليمون): البصل المجفف، الطماطم، أوراق الكاري، الفلفل الأحمر، الملح وعصير الليمون المصنوع مع الأرز.
- بونغال بالسمن.
- بونغال حلو.
- كالكاندو بونغال.
- بولي بونغال: بونغال الـتمر الهندى.
- ثيناى بونغال: وصفات بونجال دخن ذيل الثعلب.
- بوليوداراى:[5] هو طبق تاميل شعبى، وهو خليط من عجينة التمر الهندي المقلي والأرز المطبوخ. (عجينة التمر الهندي المقلي بزيت السمسم، أسوفويتيدا، مسحوق نبات الحلبة، الفلفل الحار، الفول السوداني، الحمص، العدس الأسود، بذور الخردل، بذور الكزبرة، بذور الكمون، أوراق الكاري، مسحوق الكركم، الجاغري والملح).
- البرياني مثل: بريانى (ثالاباكاتى)، وبريانى بالفطر.[6]

#### أصناف سامبر
- ليديز فينجر سامبر.
- سامبر بالبطاطا والطماطم والجزر.
- سامبر بالجزر والفول.
- أراشوفيتا سامبر.
- بيتلاى القرع المر.
- سامبر لــ بونغال/ دوسا/ إدلى.
- سامبر بالمانجو.
- سامبر بالخضار المشكل.
- فيندهايا كيراى سامبر.
- برينغال سامبر.
- سامبر اراتشوفيتا بالبصل.
- سامبر مع نبات عصا الطبل (بدون بصل).
- باسي باروبو سامبر (تيفين سامبر).
- سامبر بالجزر (بدون بصل أو ثوم).
- كيراي ثاندو سامبر.
- مور سامبر/ سامبر باللبن الرايب.

#### أصناف راسام
- راسام بالليمون.
- باروبو راسام (راسام بالطماطم).
- رسام بالكمون.
- راسام بالثوم.
- كولو راسام (راسام بعدس الحصان).
- بيبر راسام.
- راسام الأناناس.
- راسام بالطماطم.
- راسام زهرة النيم (فيبام بو).
- راسام (كانداثيبيلي) بـالفلفل.
- راسام بالنعناع.
- راسام بالطماطم والشمندر الأحمر.
- موتون إلومبو راسام/ راسام بعظام الضأن.

#### أصناف كوزامبو (بالكاري)
- ثاتا بايارو كاثيريكاى كوزامبو/ برينغال (البازلاء) والكارى.
- مورونجا كيراى كوزامبو/ أوراق نبات عصا الطبل مع الكارى.
- بيدوكام باروبو كوزامبو/ فول الحقل المقشر بالكارى.
- كالان كوزامبو/ فطر بالكاري.
- فيندهايا كوزامبو/ بذور نبات الحلبة بالكارى.
- موتشاى كوزامبو/ فول الحقل بالكارى.
- باتاني كوزامبو / البازلاء الجافة بالكاري.
- ايناى كاثريكاى كوزامبو/ الباذنجان الدسم بالكارى الحار.
- فيندايكاى كارا كوزامبو/ ليديز فينجر بالكارى الحار.
- كاثريكاى كارا كوزامبو/ برينغال بالكارى الحار.
- مولاى بايارو كوزامبو/ براعم مونغ بالكارى.
- أولي ثيال/ ثيال البصل بالكاري.
- كادالى ثيال/ ثيال تشانا بالكارى.
- مورونغاكاى ثيال/ ثيال نبات عصا الطبل بالكارى.
- موتشاي ثيال/ ثيال فول الحقل بالكاري.
- بوندو ثيال/ ثيال الثوم بالكارى.
- بيركانغاى بال كوزامبو/ ريدجيغارد بالكارى.
- كولو كوزامبو/ عدس الحصان بالكارى.
- كيرا كاديسال/ السبانخ بالكارى المطحون.
- افاراكاى باروبو كوزامبو/ فول بالعدس والكارى.
- ميلاجاي مندي/ الفلفل الأخضر الحار بالكارى.
- كارامانى بولى كوزامبو/ التمر الهندى (ذو العيون السوداء) بالكارى.
- أورونداي كوزامبو/ زلابية العدس بالكاري.
- مورونغاكاى بولى كوزامبو/ تمر هندى بالكارى ونبات عصا الطبل.
- بوندو كوزامبو/ تمر هندى بالكارى والثوم.
- بوسانى باروبو كوتو/ العدس بالكارى واليقطين.
- فاثا كوزامبو/ توت تركي مع كاري ظل الليل الأسود.
- صويا كوزامبو/ كارى الصويا.
- ساكاراى فالى كيزانغو كوزامبو/ كاري البطاطا الحلوة.
- بافاكاى بيتلا/ كارى القرع المر.
- بافاكاى بولى كوزامبو/ كارى القرع المر والتمر الهندى.
- جيراجا كوزامبو/ بذور جيرا بالكاري.
- ميلاجو كوزامبو/ حبات فلفل بالكاري.
- كاروناى كيزانغو كوزامبو/ بطاطا بالكارى مع مورونغاكاى.

#### أصناف البوريال/ القلي السريع
- بارانغيكاى إلو بوريال/ كارى اليقطين المقلى مع بذور السمسم.
- اراسانيكاى بوريال/ مقلى اليقطين الأصفر.
- سوراكاى فيركادالاى بوريال/ مقلى الكالاباش (نبات يشبه القرع) مع الفول السودانى.
- كيزانغو بوتالام/ ماسالا البطاطس المقلية مع مادوراى.
- سيناى كيزانغو بوريال/ بطاطا مشوى مشوي في أوراق الموز.
- أورولاي ميلاجو فاروفال/ بطاطاس بالفلفل المقلي.
- سيناي تشوبس/ قطع البطاطا.
- فينغايا ثالاى بوريال/ مقلى البصل الأخضر.
- مورونغاكيراى بوريال/ مقلى أوراق عصا الطبل.
- أورولاى بوديماس/ بوديماس البطاطا.
- إيناى كاثريكاى ماسالا/ محشى الباذنجان الصغير مع الــ (ماسالا) الدسمة.
- تشينا فينغايام بوريال/ مقلى الكرات.
- كراماني بوريال/ مقلى فول (الساحة) الطويل.
- كاروت بينز ثوفاران/ جزر وفول في مقلى ماسالا بجوز الهند.
- فيندهايا كيراى كادالى بوريال/ مقلى تشانا مع أوراق (ميثى).
- شيبانكيزانغو فاروفال/ مقلى (أربى).
- تشيتيناد أورولاى بوريال/ تشيتيناد مقلى البطاطس الحار.
- تشيتيناد أورولاى باتانى بوريال/ تشيتيناد مقلى البطاطس والبازلاء الحار.
- أغاثى كيراى بوريال/ مقلى أغاثى كيراى).
- أفاراكاى بوريال/ مقلى الفول وجوز الهند.
- كوفاكاي بوريال/ مقلى قرع (اللبلاب).
- كاروت كوسا بوريال/ مقلي الملفوف والجزر.
- كالان ميلاجو فاروفال/ مقلي الفلفل والفطر.
- فينداكاى بوريال/ مقلى الـ (فينداكاى).
- بيتروت بوريال/ مقلى الشمندر الأحمر وجوز الهند.
- تشاو تشاو بوريال/ مقلى القرع وتشايوت (فاكهة استوائية خضراء شبيهة بالكمثرى، تشبه الخيار في النكهة).
- فازاكاى بوديماس/ مقلى الموز الخام.
- بييركانغاى بوريال/ مقلى قرع (ريدج).
- مولانغى بوريال/ مقلى الفجل.
- مارافالى كيزانغو بوريال/ مقلى التيبوكة (مادة نشوية على شكل حبوب بيضاء صلبة، يتم الحصول عليها من الكسافا وتستخدم في طهي الحلويات والأطباق الأخرى).
- ثانير موتان كيزانغو بوريال/ مقلى نبات الهليون.
- بودالانغاى بوريال/ مقلى القرع (الملتوى).
- بايارو ثوفاران/ مقلى العدس الأخضر.
- باباليكاي بوريال/ مقلى البابايا الخام.
- فيندهايا كيراى بوريال/ مقلى أوراق نبات الحلبة.
- كودايميلاغاى ميلاغو بوريال/ مقلى الفلفل (نبات الفلفل الأمريكي الاستوائي من عائلة الباذنجانيات مع ثمار تحتوي على العديد من البذور).
- كوليفلاور ميلاغو بيراتال/ مقلى الفلفل والقرنبيط.

#### كوتو/ أصناف الحساء
- فازهايبو كوتو/ يخنة زهرة نبات موز الجنة.
- فينداكاى كوتو/ يخنة ليدز فينغر (أصبع السيدات).
- مورونغاكيراى باروبو أُسيل/ يخنة العدس (مع أوراق عصا الطبل).
- باروبو بينز أُسيل/ يخنة العدس والفول.
- كوتافيال/ افيال مطبوخ مع جميع الخضروات الريفية.
- كيراى مَندى/ يخنة (تشيتيناد)السبانخ.
- سوراكاى كوتو/ يخنة قرع (الزجاجة).
- فازاى ثاندو كوتو/ يخنة اللبن الرايب مع جذع نبات موز الجنة.
- كيراى باروبو بوندو كوتو/ يخنة الثوم والعدس والسبانخ.
- مولاكيراي كوتو/ يخنة العدس مع أوراق (أمارناث).
- بودالانجاي كوتو/ يخنة القرع (الملتوى).
- كوثافارانجاى كوتو/ يخنة الفاصوليا العنقودية.
- بوسانيكاى كوتو/ يخنة العدس الأصفر والقرع العسلى.
- ماناثاكالى كيرا كوتو/ يخنة العدس مع نبات (ظل الليل الأسود).
- تشاو تشاو كوتو/ يخنة كوسا (تشايوت).
- ثاكالي كاي كوتو/ يخنة العدس بالطماطم الخضراء.
- كاثريكاى راسافانجى/ يخنة العدس والباذنجان.
- مور كيراي كوتو/ يخنة السبانخ بالزبدة.
- موتايكوز كوتو/ يخنة العدس والملفوف.
- باتشاي بايارو كوتو/ يخنة فول (مونغ).
- بوسانيكاى مور كوتو/ يخنة اللبن الرايب مع نبات قرع الرماد.
- تشينايكيزانغو كوتو/ يخنة نبات بطاطا (الفيل).
- كادامبا كوتو/ يخنة خضروات مشكلة.
- نولكول كوتو/ يخنة الكرنب (السلقى).
- تيرونليفلى سودى.
- مورونغاكاى كوتو/ يخنة العدس مع نبات عصا الطبل.
- أفاراكاى كوتو/ يخنة العدس والفول.
- كاثريكا كوتو/ يخنة برينغال.
- سوتا كاثيركاي جوتسو/ يخنة بورنت برينغال.
- بارانغيكاي بال كوتو/ يخنة اليقطين في حليب جوز الهند.
- باباليكاى كوتو/ يخنة البابايا الخام.
- بالاكاى كوتو/ يخنة الكاكايا (جاك فروت)الخام.
- فالاراى كيراى كوتو/ يخنة براهمى بوتى.

#### أصناف الدجاج
- أراشيفيتا كوزي كاري/ دجاج في صلصة جوز الهند السميك الحار.
- فاروثو أراتشا كوزي كاري/ دجاج في صلصة جوز الهند المقلي (والمطحون).
- كوزي ميلاجو فاروفال/ دجاج بالفلفل المقلي.
- كوزى فيلاى كوروما/ دجاج في صوص أبيض.
- دجاج 65.
- دجاج (باكورا).
- دجاج (سوكا).
- دجاج مشوى بالسمن.
- كوزي ميلاجو ماسالا/ دجاج (ماسالا) بالفلفل.
- ناتو كوزي كوزامبو/ دجاج (كونتري) بالكاري.
- ناتو كوزي رسام/ حساء (شوربة) الدجاج.
- دجاج (تشينثاماني).
- كوزي باتشاي كاري/ دجاج بالكزبرة والنعناع والكاري.
- دجاج مقلى (باليبالايام).
- تشيكن كولا أورونداي كوزامبو/ زلابية الدجاج بالكاري.
- مَدراس كوزي كوزامبو/ دجاج بالكاري (مَدراس).
- دجاج (تشيتيناد).
- سيراجا سامبا تشيكن برياني/ دجاج برياني مطبوخ مع أرز (سيراجا سامبا).
- دجاج برياني (أمبور).
- دجاج برياني (ثالاباكاتي).
- دجاج بريانى (65).
- كوفاي برياني.

#### أصناف لحم الضأن
- أتوكال بايا/ يخنة أقدام الضأن.
- نينجو إلومبو سوب/ حساء (شوربة)ضلوع الضأن.
- موتون كوزامبو/ بالكاري.
- لحم ضأن (كورما) في صوص جوز الهند السميك.
- لحم ضأن في صوص جوز الهند المقلي.
- موتوم إلومبو رسام/ شوربة (حساء) عظام الضأن.
- نالى إلومبو ماسالا/ ماسالا نخاع عظام الماعز.
- دوسا الضأن بالكارى.
- راثا بوريال/ دم الماعز المقلى.
- سوكا لحم الضأن.
- موتون ميلاجو فاروفال/ لحم الضأن بالفلفل المقلي.
- موتون كولا أورونداي كوزامبو/ زلابية لحم الضأن بالكاري.
- كونغونادو فيلا موتون برياني/ بريانى لحم ضأن الأبيض كونغو نادو.
- سيراجا سامبا موتون برياني/ برياني لحم الضأن المطبوخ مع أرز سامبا سيراجا.
- أمبور موتون برياني.
- ثالاباكاتي موتون برياني.

#### أصناف المأكولات البحرية
- مين بولي موزهم/ سمك في صوص التمر الهندي وجوز الهند السميك.
- مين كاروثا كاري/ سمك بالكاري الأسود (في جوز الهند المقلي، والكراث، والثوم، والزنجبيل المجفف، والفلفل، وبذور الكزبرة، والفلفل الأحمر، الأوريغانو والتوابل الأخرى).
- ثينجاي بال مين كاري/ سمك في صوص حليب جوز الهند الحار.
- سورا بوتو / فيشبيتو.
- إيراال ماسالا/ روبيان ماسالا حار.
- إيرال ميلاجو فاروفال/ روبيان الفلفل المقلى الحار.
- سمك مقلي بجوز الهند.
- نيثيلي مين كارى/ الطعم الأبيض/ الأنشوجة بالكاري.
- نيثيلى مين فاروفال/ الأنشوجة المقلية الحارة.
- روبيان مشوي بالسمن.
- سمك برياني.
- روبيان برياني.
- مين مانجا كاري/ سمك بالمانجو والكاري.
- ماسالا جمبرى تشيتيناد الحار.
- سمك بالكاري في حليب جوز الهند والزنجبيل.
- سبايسى فانجارام فراى/ مقلي السلمون الحار.
- تشيتيناد السمك بالكارى.
- ناندو ماسالا/ سلطعون بالكارى.
- ناندو أومليت/ عجة السلطعون.
- ناندو رسام/ شوربة السلطعون.
- تشيبى أبام: وهو فاتح للشهية مصنوع من دقيق الأرز بالكارى والـمحار. هذا هو المفضل لدى السكان المسلمين في منطقة كنياكماري.

#### أصناف البيض
- موتاي ثوكو/ بيض ماسالا.
- موتاى أفيال/ بيض أفيال.
- موتاي ميلاجو فاروفال/ بيض الفلفل المقلي.
- تشيتيناد كاري البيض الحار.
- موتاي بانيارام/ بيض بانيارام.
- أوداتشي أوثينا موتاي كاري/ كارى البيض المسلوق.
- موتاى كالاكى/ بيض كالاكى.
- موتاي كورما.
- بيض في صوص حليب جوز الهند السميك.
- بيض في صوص (حار من) جوز الهند والتمر الهندي.

### أطباق حلوة
- أريسي ثينجاي باياسام / أرز جوز الهند باللبن.
- باسيباروبو بايسام/ موونغ دهال بودينغ.
- كادالاي باروبو باياسام/ شانا دهال بودينغ.
- أفال باياسام/ أرز باللبن منتفخ.
- كاسا كاسا باياسام/ بودينغ بذور الخشخاش.
- فازاى بازا باياسام/ بودينغ الموز.
- آداى باياسام/ بودينغ رقائق الأرز المطبوخ.
- بال باياسام/ بودينغ الحليب.
- ثينجاى باياسام/ بودينغ جوز الهند.
- بالا بازا باياسام/ بودينغ الكاكايا (جاك فروت).
- مامبازا باياسام/ بودنغ المانجو.
- جافاريسي باياسام/ تابيوكا ساغو بودينغ.
- سامبا جودهوماي باياسام/ بودينغ القمح المكسر.
- سيميا باياسام/ بودينغ الشعيرية.
- ثيناى باياسام/ بودينغ الدخن (دخن ذيل الثعلب).
- كاروت باياسام/ بودينغ الجزر.
- بادام باياسام/ بودينغ بادام.
- رايس باياسام/ بودينغ الأرز.
- سوراكاى باياسام/ بودينغ كالاباش.
- إيلانير باياسام/ بودينغ جوز الهند الرقيق.
- كير الأرز البنى.
- كير البطاطا الحلوة.
- كير التفاح.
- ثينجاى بهولى/ بهولى جوز الهند.
- باسى باروبو بهولى/ مونغ دهال بهولى.
- ثن ميتاى/ حلوى قرص العسل.
- إنجي مارابا/ حلوى الزنجبيل.
- بوري أورونداي/ كرات جاغرى الأرز المنتفخة.
- كادالاي ميتاي/ جاغرى الفول السوداني.
- مالادو/ كرات حلوى دهال شانا المحمصة.
- باسى باروبو لادو/ كرات حلوى دهال مونغ.
- رافالادو/ كرات حلوى رافا.
- ثيناي لادو/ كرات حلوى دخن الثعلب.
- غود هوماى لادو/ كرات حلوى القمح.
- راجي نيلاكادالاي لادو/ كرات فول سوداني (راجي).
- ايلوروانونداى/ كرات حلوى بذور السمسم الأسود.
- فيلا إيلوروانداي/ كرات حلوى بذور السمسم الأبيض.
- كوكونت لادو/ كرات حلوى جوز الهند.
- أفال لادو/ كرات حلوى بوها.
- حلوى سوماس.
- سويام.
- كادهاربام.
- مانغاداى/ حلوى المانجو في يخنة الجاغرى.
- ساكابالاثيراتو/ الكاكايا (جاك فروت)في يخنة الجاغرى.
- ثيراتو بال/ بالاغوفا.
- بالامبالي/ بودينغ الأرز بطريقة كونغونادو.
- أبام.
- ني أبام.
- أوني أبام.
- أميني أبام.
- أدهيراسام.
- أرافاناي.
- بال كوزوكاتاي.
- بازهام بانيارام.
- ساكاراى كوزوكاتاى.
- ساكاراى بونغال/ حلوى بونغال.
- أفال بونغال.
- كاكاندو بونغال/ حلوى بونغال السكر.
- حلوى سيداى.
- بوتامودهو.
- موندهيرى كوثو.
- اكارافاديسال.
- جانجيري.
- رافا كيساري.
- أناناس كساري.
- مانجو كساري.
- أفال كيساري.
- أصناف الحلاوة - حلاوة ثيرونلفلي، حلاوة أشوكا، حلاوة الكاكايا، حلاوة القمح.

### وجبات خفيفة تقليدية
- - موروكو: وجبة خفيفة مقرمشة، تحظى بشعبية في شبة القارة الهندية، تُصنع من دقيق الأرز والملح والماء والعدس الأسود، يتم تشكيلها في أشكال لولبية أو حلزنية، إما باليد أو بآله خاصة، ثم تُقلى في الزيت.
  - سيداي.
  - باجي: وجبة خفيفة حارة، تشتهر في شبة القارة الهندية، تشبه الفطائر الصغيرة المحشوة.
  - أصناف من الخليط.
  - كارا سيفو.
  - باكودا.
  - بوندا.
  - أنواع من فاداي (أولوندو، كارا، آما).
  - ثاتو فاداى/ نيبيتو.
  - بوندي.
  - كارا بوري.
  - أفال بوري.

#### المخللات
- - إلوميتشاي أوركاي/ مخلل الليمون.
  - بوندو أوركاى/ مخلل الثوم.
  - إنجي أوركاي/ مخلل الزنجبيل.
  - ثاكالي أوركاي/ مخلل الطماطم.
  - فنجايا أوركاى/ مخلل البصل.
  - مانجاى أوركاى/ مخلل المانجو.
  - نيليكاى أوركاى/ مخلل عنب الثعلب.
  - نارثانجاى أوركاى/ مخلل الأترج.
  - كاروت أوركاى/ مخلل الجزر.
  - ميلاجو أوركاى/ مخلل الفلفل الأخضر.
  - مخلل الفلفل الأحمر.
  - مخلل الطماطم المجففة بالشمس.
  - مافادو.
  - مور ميلاجاي/ الفلفل (الكبير) المجفف بالشمس.
  - بولي إنجي/ مخلل التمر الهندي بالزنجبيل.

#### أصناف بودي/ مسحوق الصلصة (تشانتى)
هذه هي أصناف مسحوق الصلصة الجافة، والتي يمكن خلطها مع الأرز العادى المطبوخ والسمن:
- باروبو بودي/ مسحوق صلصة العدس.
- بوندو بودى/ مسحوق صلصة الثوم.
- إدلى ميلاجو بودى/ مسحوق صلصة إدلى، كطبق جانبى مع إدلى، دوساس.
- كاروفي بودى/ مسحوق صلصة أوراق الكاري.
- ميلاجو بودى/ مسحوق صلصة الفلفل.
- إلو بودى/ مسحوق صلصة بذور السمسم.
- كولو بودى/ مسحوق صلصة غرام الحُصان.
- نيلا كالاى/ مسحوق صلصة الفستق.
- كوثامالى بودى/ مسحوق صلصة الكزبرة.
- مسحوق صلصة النعناع.
- مسحوق صلصة الموز الخام للرضع والأطفال الصغار.